# Enciclopédia da Estória Universal
A Enciclopédia da Estória Universal é o segundo livro publicado por Afonso Cruz, após o seu romance de estreia A Carne de Deus (tendo sido, contudo, escrito primeiro, de acordo com o autor).  Um engenhoso e divertido exercício borgesiano, venceu o Grande Prémio de Conto Camilo Castelo Branco de 2009.

## Descrição
A Enciclopédia da Estória Universal , como o próprio nome indica, encontra-se organizada como uma verdadeira enciclopédia(e publicitada como uma alternativa à de Diderot e d'Alembert), com uma série de entradas ordenadas alfabeticamente. As entradas remetem para 66 referências bibliográficas (a maior parte delas claramente apócrifa) e para uma rede de supostos autores, bizarros e obscuros, que se citam uns aos outros. Na sua maioria, os textos da Enciclopédia são ficções curtas, quase sempre escritas num registo solene, prontamente desarmadilhado pelo recurso à ironia e ao humor.

### Da Contra-capa
| “ | "Este é um livro de factos - e de ficções, burlas, citações - esquecidos ou ignorados pela História e encruzilhados uns nos outros em forma de labirinto. Um espaço entre mordomos, coronéis, metáforas, mentiras, assassínios, deuses duplos, cabalistas fabulosos, ascetas hindus e narrativas absolutamente orientais. | ” |

## Ligações Externas
- Blogue da Enciclopédia da Estória Universal
- Blogue de Afonso Cruz